# Dysstroma formosa
Dysstroma formosa là một loài bướm đêm trong họ Geometridae.